# Cristina Allemann-Ghionda
Cristina Allemann-Ghionda (* 20. April 1949 in Rom) war bis 2014 Professorin für Vergleichende Erziehungswissenschaft an der Universität zu Köln.

## Werdegang
Cristina Allemann-Ghionda studierte deutsche, englische und italienische Philologie in Basel und Turin. Ihr Studium schloss sie 1973 mit dem Lizentiat in Basel ab, 1982 folgte nach berufsbegleitendem Studium die Promotion in Turin. 
Von 1972 bis 1975 unterrichtete sie in Basel Deutsch und Italienisch auf der Primar- und Sekundarstufe sowie in der Erwachsenenbildung. Zwischen 1975 und 1985 war sie Mitbegründerin und Leiterin zweier Institute für Erwachsenenbildung in Zürich und Basel. Sie war hier für die Leitung, das Einwerben von Drittmitteln sowie die für die Planung und Organisation von Tagungen und Fortbildungen zuständig.
Von 1985 bis 1993 war sie als freiberufliche Forscherin, Publizistin und Dozentin in der Lehrerfortbildung tätig und studierte berufsbegleitend Erziehungswissenschaft und Soziologie. 1990 bis 1999 nahm sie Lehraufträge an den Universitäten Zürich (1990–1991), Bern (1993–2000; zuletzt in Vertretung von Jürgen Oelkers) und Genf (1998–1999) wahr. 1998 erfolgte die Habilitation an der Westfälischen Wilhelms-Universität Münster mit der venia legendi in Erziehungswissenschaft, Schwerpunkt Vergleichende Erziehungswissenschaft. 2000 erhielt sie den Ruf an die Westfälische Wilhelms-Universität sowie an die Universität zu Köln. Sie entschied sich für Köln. 2014 trat sie in den Ruhestand. Bis 2017 war sie Mitherausgeberin der Zeitschrift für Pädagogik.